# San Carlos-erőd
Az 1770-es években épült San Carlos-erőd a mexikói Perote városának egyik építménye.

## Története
Mexikó egyik legfontosabb útvonala a Veracruz kikötőjét Pueblával összekötő út. Ennek védelmére több erődöt is építettek, ezek egyike a szárazföld belsejében elhelyezkedő perotei San Carlos-erőd, melynek építése 1770-ben kezdődött el és 1777-ben fejeződött be. Bár európai csapatok támadását sohasem kellett kiállnia, a 19. század folyamatos belső háborúskodásai során több sereg is használta támaszpontul, hadiistállóként vagy lőszerraktárként.
1823 körül itt működött a Heroico Colegio Militar nevű katonaiskola, majd 1843 márciusában az ország egykori első elnöke, Guadalupe Victoria az erőd falai között töltötte utolsó napjait és itt is hunyt el. Emlékét egy bronzszobor őrzi az erődben. 1847-ben, a mexikói–amerikai háború során és a 20. század elején, a forradalom idején is hadifoglyokat őriztek itt. Ugyancsak foglyokat zártak az erődbe a második világháború idején is, többek között német és olasz rabokat is, sőt, 1949 augusztusától hivatalosan is Veracruz állami börtönét alakították ki benne. Ez az intézmény egészen 2007 márciusáig működött itt.

## Leírás
A négyzet alakú erőd négy sarkán egy-egy csonkított rombusz alaprajzú bástya áll: a San Carlos-, a San Antonio-, a San Julián- és a San José-bástyák. Csúcsaik egy 230 méter oldalhosszúságú négyzetet feszítenek ki. Falai igen vastagok, az épületet árokrendszer veszi körül. Ma néhány kiállított ágyú, valamint a Ferrer és a Castell nevű katonák szobrai utalnak az épület egykori szerepére.